# Sekvoj vždyzelená
Sekvoj vždyzelená (Sequoia sempervirens) je stálezelený jehličnatý strom s úzce kuželovitou korunou dosahující výšky až 116 m a stáří až 2200 let. Je to jediný recentní druh z rodu sekvoj (Sequoia). Jeho název byl odvozen od jména náčelníka indiánského kmene Čerokíjů Sequoyaha (1770–1843), tvůrce indiánského písma. Je národním stromem Kalifornie.

## Název a systematika
České jazykové slovníky uvádějí v prvním pádu pouze tvar sekvoje, v botanických slovnících se objevuje i název sekvoja. Rod je náleží do čeledi cypřišovitých (Cupressaceae), podčeledi Sequoioideae, v minulosti byl řazen do nyní již zrušené čeledi tisovcovitých (Taxodiaceae).

## Popis
Sekvoj je mohutný strom dorůstající značných výšek (běžně 60–90 metrů). Výška některých stromů poražených v 19. století byla odhadnuta na 144 m, což jsou však údaje, které již nelze zpětně ověřit. Nejvyšším žijícím stromem na světě je sekvoj vždyzelená s výškou 115,92 m, objevená roku 2006 a pojmenovaná Hyperion; řada dalších dosahuje výšky přes 110 metrů. Průměr kmene může dosáhnout až 6 metrů, borka je červenohnědá, měkká a vláknitá se širokými hřebeny, může dosahovat tloušťky až 30 cm, což strom činí odolným proti požárům. Strom produkuje tanin, který se ukládá do kůry a chrání ho tak proti hmyzu.
Jehlice jsou čárkovité, až 2 cm dlouhé, uspořádané po obou stranách větévky; na konci jsou špičaté, na líci tmavozelené, na rubu se dvěma bílými pásy průduchů.
Samčí šištice mají barvu žlutohnědou, samičí jsou zelené, jsou umístěny na téže rostlině. Vyrůstají od konce zimy do počátku jara. Plodem je sudovitá až kulovitá červenohnědá šiška, dlouhá až 3 cm, která zraje po dobu jednoho roku.
Červeně rezavě hnědá barva mladých výhonků dala název anglickému označení sekvojí – redwood („červené dřevo“) – i Národnímu parku Redwood, kde je soustředěna většina zbývajících starých porůstů sekvojí.

## Rozšíření a ekologie
Výskyt sekvojí je v současnosti omezen pouze na Spojené státy americké – pobřeží jižního Oregonu a Kalifornie; ve třetihorách však byli vymřelí zástupci rodu roztroušeni po většině severní polokoule. Rostou v pásu deštných pacifických lesů zhruba do vzdálenosti 60 km od pobřeží. Klima je zde relativně mírné, rozhodujícím činitelem je stálá vlhkost přicházející jednak vysokým celkovým úhrnem srážek a velkou zimní sněhovou pokrývkou, jednak přítomností letních oceánických mlh. Přímou blízkost oceánu se slaným sprejem však sekvoje nesnášejí, oproti tomu jim nevadí povodně ani zvýšená hladina spodní vody a dobře zmlazují po poškození požárem nebo bleskem. Jsou to klimaxové dřeviny vyrůstající ve vlhkých údolích protkaných vodními toky. V mládí jsou značně tolerantní k zástinu, pod mateřským porostem dokážou mladí jedinci vegetovat i stovky let při nepatrném vzrůstu.

## Význam a využití
Kvalitní dřevo sekvojí dobře odolává hnilobě, proto bylo v minulosti využíváno například na výrobu železničních pražců nebo nábytku, a sekvojové porosty proto byly masivně káceny. V mnoha oblastech jsou pěstovány jako okrasné dřeviny v několika kultivarech, ve středoevropských klimatických podmínkách je však dlouhodobě udržet prakticky nelze.

## Galerie

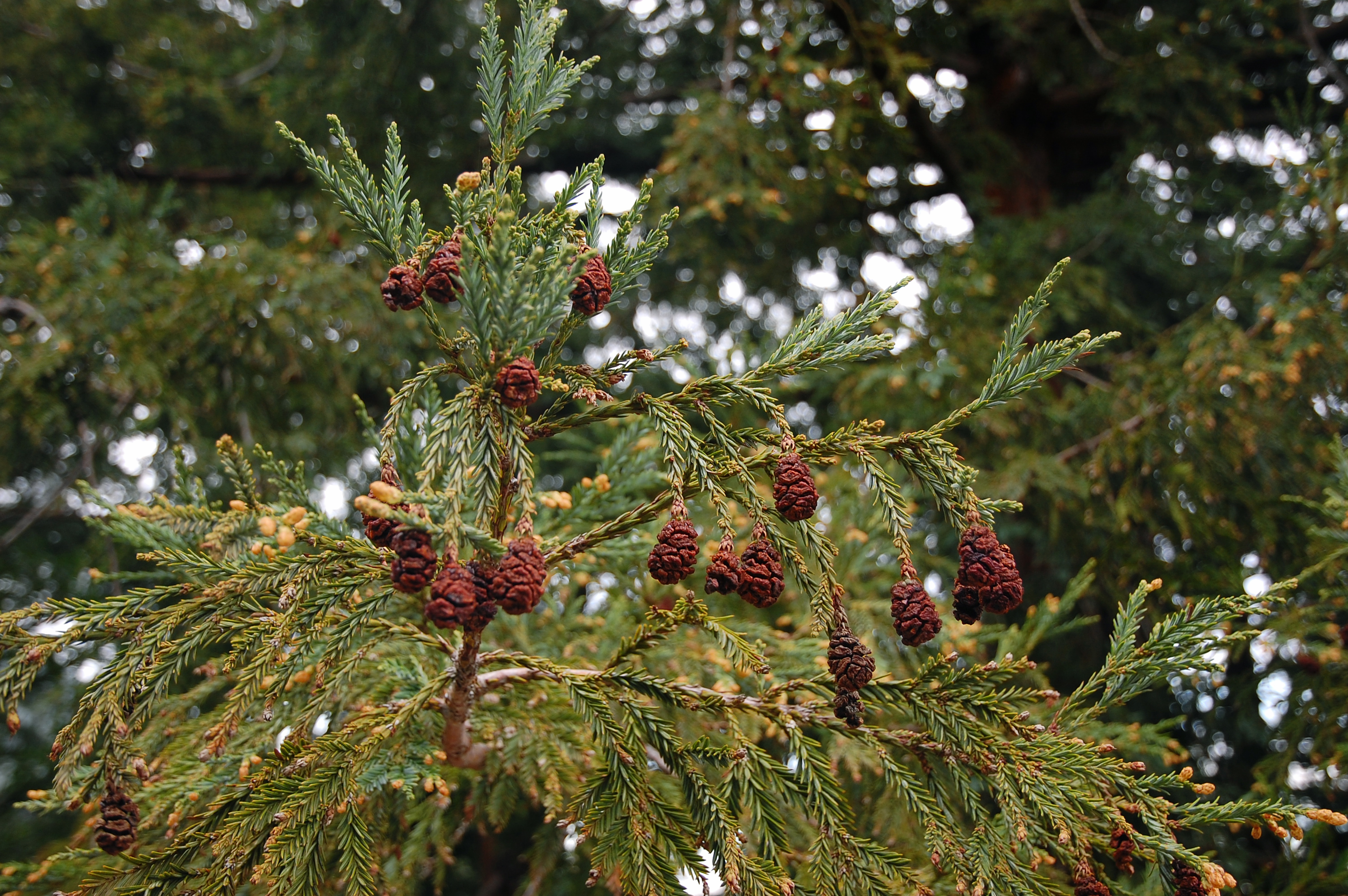
Plodná větvička
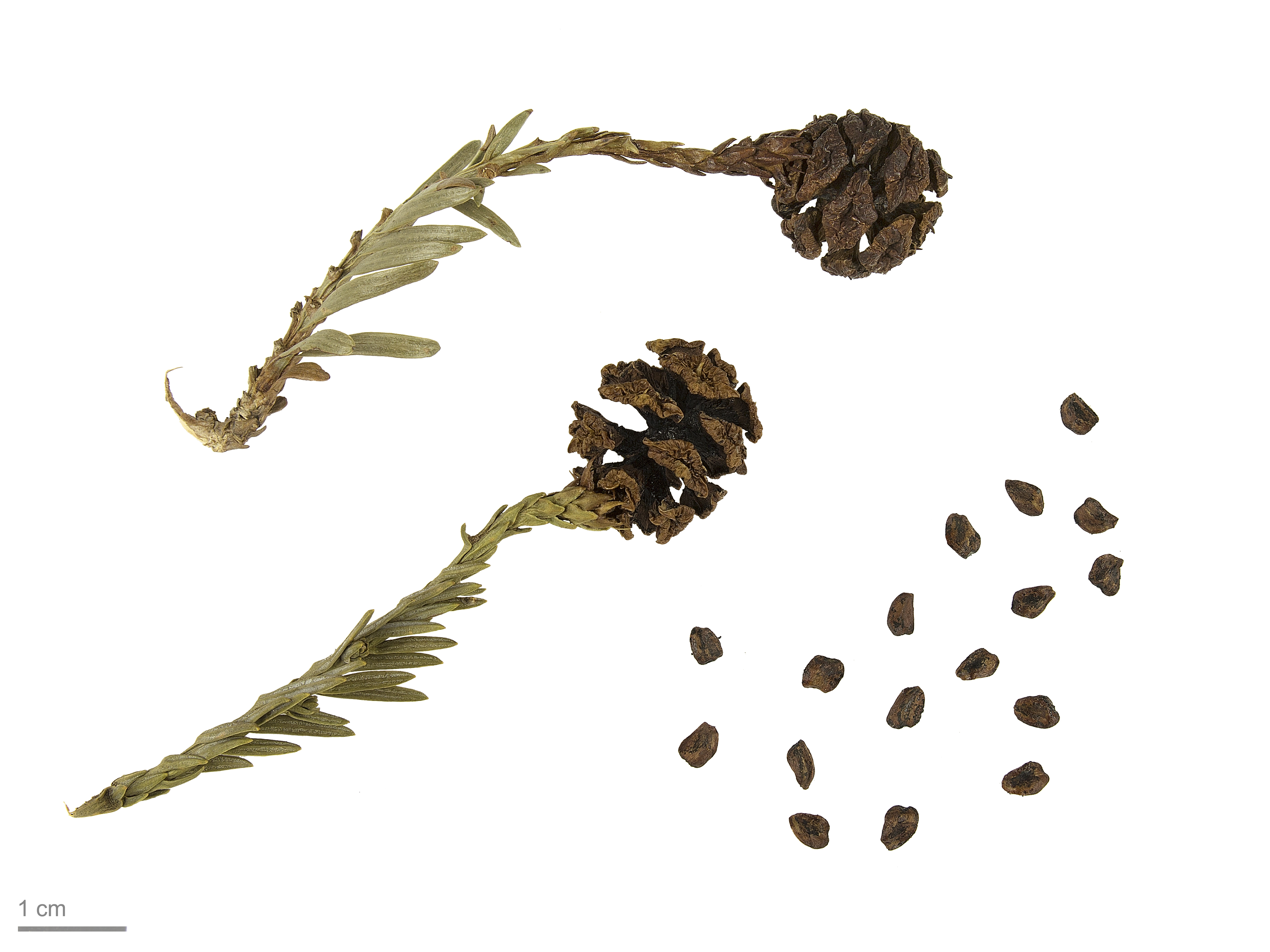
Detail šišek a semen
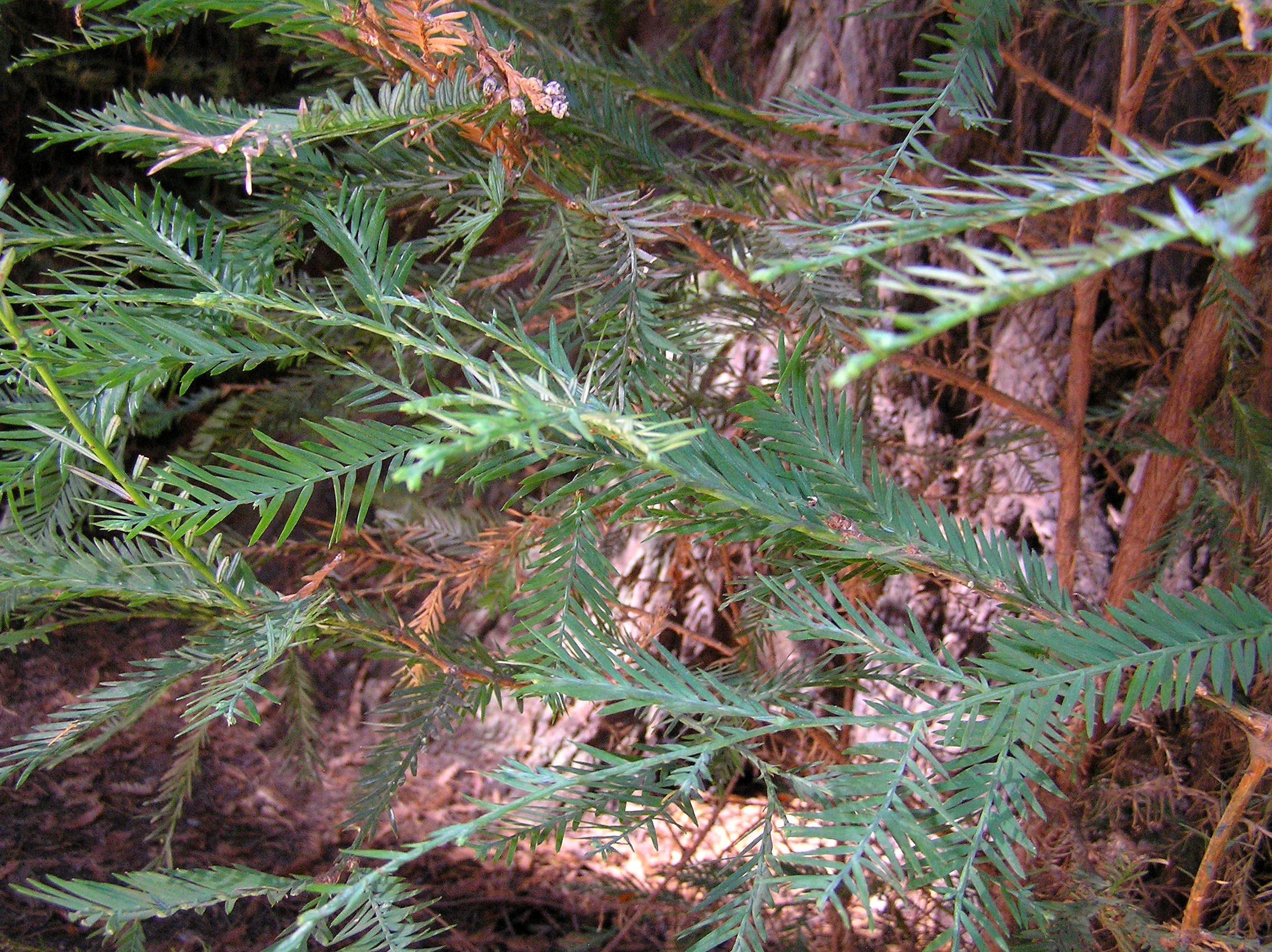
Jehličí sekvoje vždyzelené
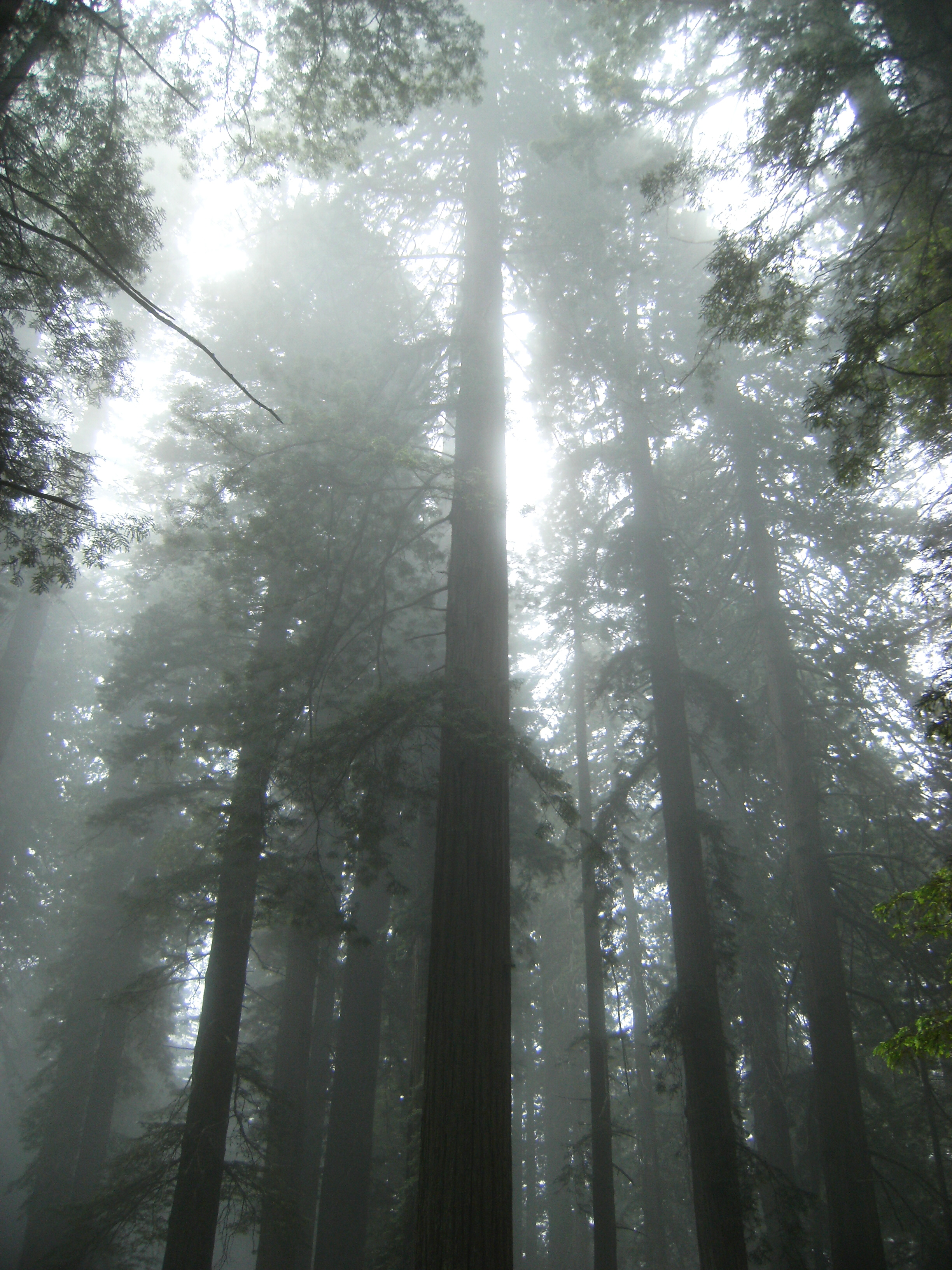
Pacifický mlžný les se sekvojemi (NP Redwood)
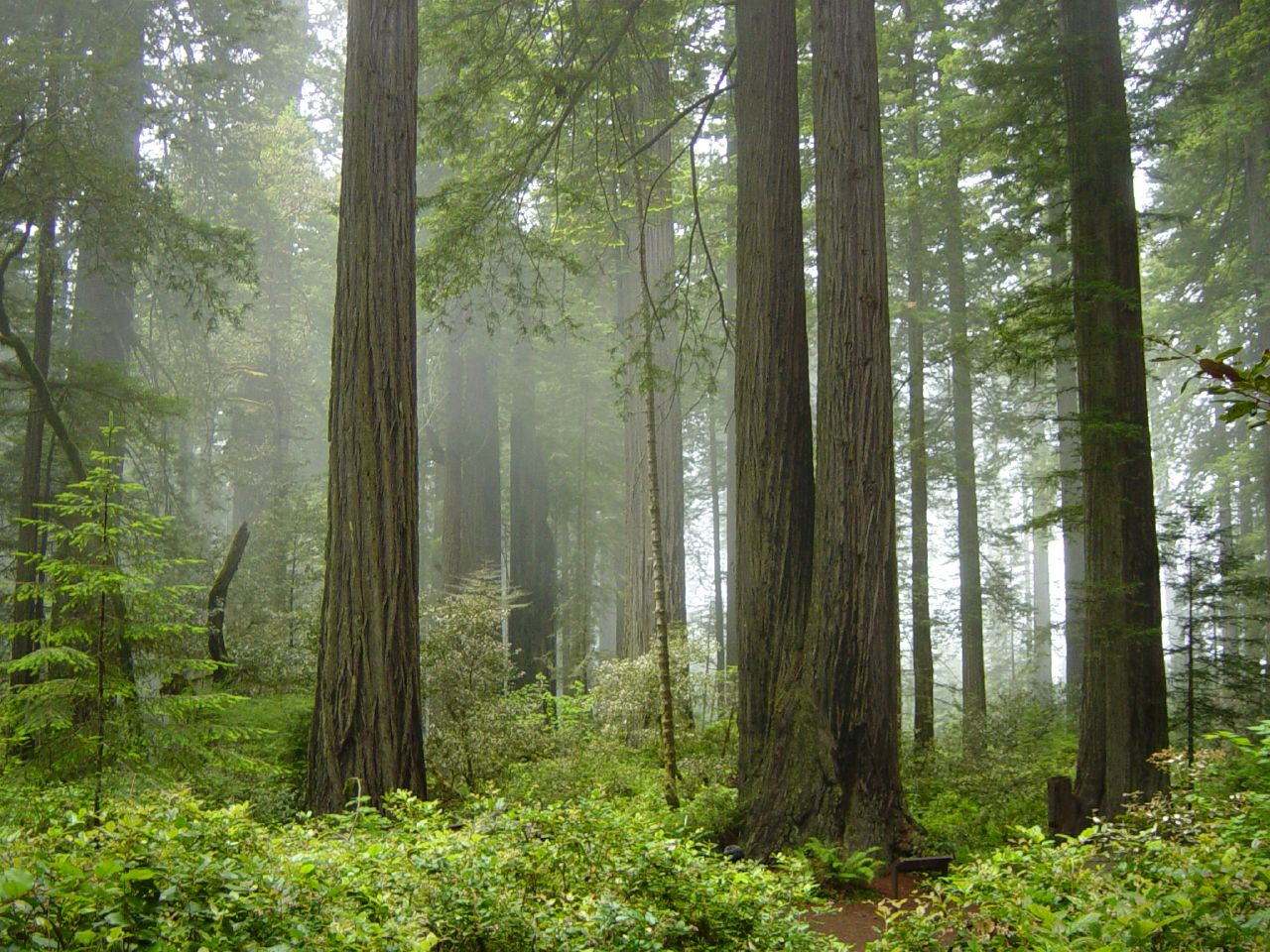
Sekvojový les s přirozeným zmlazením
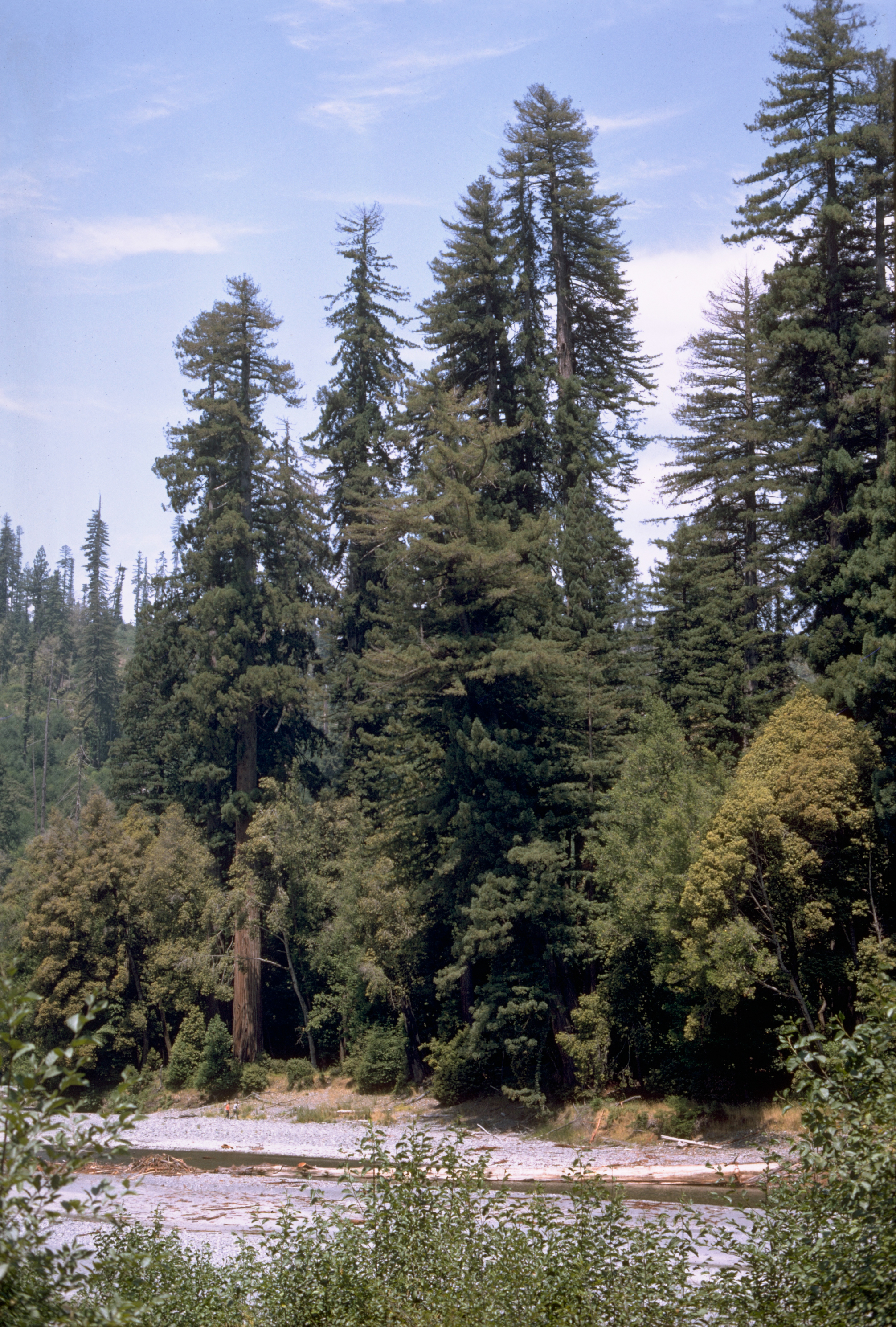
Sekvoje v národním parku Redwood